# Érasistrate
Érasistrate (en grec ancien Ἐρασίστρατος / Erasístratos), v.  310 - v.  250 av. J.-C., surnommé « l'Infaillible », est un médecin clinicien et expérimental et un grand anatomiste de la Grèce antique.

## Biographie
Érasistrate est né à Ioulis, sur l'île de Céos, d’un père médecin et d’une mère, sœur de médecin. Il fait son apprentissage et devient disciple de Chrysippe de Cnide, médecin célèbre, dont Érasistrate lui-même indique qu’il a appris auprès de lui beaucoup de choses; il étudie ensuite auprès de Théophraste, successeur d’Aristote, avant de devenir disciple à Athènes du médecin Métrodoros de Cnide, époux de Pythias, fille d'Aristote, qui l’initie aussi au péripatétisme. Érasistrate a un frère dénommé Cléophante, médecin lui aussi, disciple de Chrysippe de Cnide. Il a exercé à Antioche et à Alexandrie. Son acmé se situe en 257-256. Il est avec Hérophile le fondateur de l'École d'Alexandrie de médecine sous le règne des Ptolémées. Il a été le médecin personnel de Séleucos Ier.
Réputé pour ses connaissances en ophtalmologie, ses travaux et ses découvertes font de lui un précurseur de la neurophysiologie et de la neurologie à l'époque hellénistique. Il peut être également considéré comme le fondateur de la physiologie expérimentale car il fait de nombreuses découvertes en procédant à de véritables expériences sur les animaux. Érasistrate est à l'origine d'une nouvelle école médicale ; à un âge avancé, il quitte Alexandrie pour aller mourir à Samos. On prétend qu'il s'est suicidé par l'ingestion de ciguë à cause d’un mal incurable, un ulcère du pied.
Il a eu de nombreux disciples (bien qu'aucun n'égalera sa renommée) dont Apollophane ainsi qu'un dénommé Chrysippe, qui avec Artémidore de Sidè, a créé l'école Érasistratide, qui ne s'éteint qu'au Ier siècle de notre ère. De fait, sa doctrine est encore appréciée par des médecins tels que Hicésios, ou encore Ménodoros, qui avaient ouvert une école érasistratique à Smyrne, peu avant l'époque de Strabon. Le dernier médecin connu se réclamant directement d'Érasistrate, Hermogène de Smyrne semble avoir vécu sous le règne de Néron. Son école est par ailleurs régulièrement en controverse avec les autres courants de la pensée médicale, dont celle fondée par Hérophile[source insuffisante].

## Découvertes sur le système nerveux
Dans le domaine de la neuroanatomie, il est l'un des premiers avec Hérophile à pratiquer les dissections de cadavres humains. Il parvient ainsi à distinguer les principales structures de l'encéphale que sont les deux hémisphères du cerveau et le cervelet dont il décrivit le rôle dans la coordination motrice. Il montre aussi que les nerfs convergent vers le système nerveux central. Il met en évidence les rôles respectivement sensitif et moteur des racines postérieures et antérieures des nerfs rachidiens. Pionnier de la méthode comparative, il est le premier à établir un lien entre le degré de gyrification des circonvolutions du cerveau (c'est-à-dire son degré de « plissement ») des différentes espèces animales et leur degré d'intelligence.
Concernant le rapport entre le cerveau et les nerfs, Érasistrate reprend donc les idées de son contemporain Hérophile ; les nerfs sont partagés en deux groupes :
- les nerfs sensitifs ;
- les nerfs moteurs.

Les premiers partent des méninges et les seconds du cerveau et du cervelet. Tous les nerfs sont creux pour accueillir le pneuma psychique pompé probablement par la systole des ventricules cérébraux. Quant aux perceptions, elles sont transmises au cerveau par le pneuma contenu dans les nerfs sensitifs. Dès lors, à la suite d'Alcméon de Crotone et d'Anaxagore, il fait du cerveau le siège de la pensée et des facultés mentales, contrairement à Aristote qui place ces fonctions dans le cœur.

## Découvertes sur le système circulatoire
Il démontre le rôle primordial du sang dans le corps humain et il est près de faire la découverte de la circulation sanguine en reconnaissant que le cœur est au centre du réseau des artères et des veines. Érasistrate découvre que les veines n'ont pas de pulsation, à la différence des artères.
Érasistrate est  l'auteur d'une théorie concurrente à la théorie des humeurs. Il défend ainsi l'idée que le système des veines transporte du sang et non le pneuma imaginé par Hippocrate. Ce sang contenant l'esprit vital est acheminé depuis le cœur jusqu'au cerveau où il est transformé en esprit animal, qui est distribué dans le corps via les nerfs (dont il montre qu'ils sont non pas creux mais formés d'une structure solide tubulaire, aujourd'hui identifiée comme les fibres nerveuses). Toutefois, le rôle des artères dans sa théorie reste de véhiculer l'air, ce qui explique selon lui le pouls. Il interprète donc certains désordres physiologiques comme un excès de sang dans les artères. Cette théorie de la pléthore sanguine est en opposition à la pratique des saignées défendue par les autres médecins de l'époque, dont Hérophile.

## Découvertes sur l'anatomie et la mécanique organique
Érasistrate a pratiqué assidument la dissection couplée avec l’observation anatomique macroscopique des structures organiques. Il a également pratiqué la vivisection, comme le mentionne Celse dans son ouvrage Sur la Médecine où il est mentionné que lui et Hérophile ont « ouvert le corps de criminels mis à disposition par les rois » et « analysé les parties normalement cachées pendant que les condamnés respiraient encore. »
En premier lieu, il décrit la dilatation respiratoire du thorax et du poumon comme un processus de création d'un vide qui est immédiatement rempli par l’air extérieur, et qui alimente le pneuma nécessaire aux processus physiologiques. Le souffle (πνεῦμα / pneuma) circule ainsi dans le corps comme dans une « machine pneumatique » presque complètement étanche hormis la transpiration résiduelle. Puis, il montre le premier l'indépendance de la trachée et de l’œsophage et fait voir le véritable rôle de l'épiglotte, soupape capable d'isoler les deux conduits et d'empêcher l'entrée des aliments dans les voies respiratoires. Dans sa recherche d'explication mécaniste, Erasistrate découvre l'importance de la propulsion des aliments grâce au mouvement péristaltique de l'œsophage, et les contractions de l'estomac. Il a mis ainsi en évidence le rôle de la propulsion le long du tractus alimentaire par l'implication musculaire, invalidant alors par avance la théorie de Galien d'une prétendue attirance exercée sur les aliments par l'estomac.
Il décrit les orifices intracardiaques, les cordages tendineux et les valvules du cœur sans reconnaître cependant précisément leur rôle. Néanmoins, il améliore les connaissances contemporaines sur le mécanisme cardio-pulmonaire et affirme la distribution, à partir du cœur, du sang oxygéné. Il comprend que le cœur fonctionne comme une pompe et est directement responsable de la dilatation des artères ; il compare le cœur à « un soufflet » et les artères à « des poches » ou à « des sacs » dans lesquels s'insuffle l’air ; il soutient que le cœur se remplit parce qu'il est dilaté et que les artères se dilatent parce qu’elles sont remplies. Enfin, il distingue la trachée-artère et la décrit. Toujours sur le plan anatomique, il donne les premières descriptions de la veine cave, des valvules veineuses et des artères pulmonaires et rénales. Il découvre par ailleurs que la pulsation est une propriété de la paroi artérielle.

## Ses idées philosophiques pour l'étude de la Nature & des corps
Erasistrate est adepte de la philosophie d'Aristote, en tant qu'auditeur de Théophraste. Certaines doctrines médicales qu'il professe semblent s'accorder notamment avec Straton de Lampsaque. Tel le rôle du pneuma (le souffle), déclencheur et animateur du vivant par sa propagation à travers de multiples canaux vers l'Âme. Par contre, la Nature est selon lui une force consciente et intelligente, conception proche des aristotéliciens avant les théories de Straton de Lampsaque. Cependant, ses propres découvertes infirment à ses yeux la théorie d'Aristote sur un présupposé principe d’ébullition ou coction des aliments dans l'estomac. En effet, ses études ont mis en évidence la trop faible chaleur du corps humain — et spécialement dans l'estomac — pour permettre la moindre coction.
Excellent clinicien, il étudie le premier les relations entre maladies et lésions, créant ainsi l'anatomie pathologique. Il s'inquiète peu des causes générales, mais il attache une importance extrême au mécanisme de chaque symptôme des dysfonctionnements. Pour commencer, il décrit un processus assez moderne :
- La nourriture après trituration stomacale est projetée sous forme de « chyle » à travers les parois intestinales jusqu'aux vaisseaux sanguins s'acheminant vers le foie, ensuite la nourriture est absorbée par les tissus organiques. Ce processus a une grande importance pour comprendre selon lui l'origine des maladies et dysfonctionnements. Car Érasistrate élabore sa théorie explicative en indiquant qu'une grande partie des maladies trouvait son origine autour des troubles nutritifs; ce sont les sucs digestifs « imparfaits » qui, passant dans le système vasculaire, produisent, par la pléthore, une distension des veines et des synastomoses.

Par ailleurs, le pneuma joue un rôle important dans sa vision du fonctionnement du corps humain. Du reste, ce souffle est une des bases de son traitement médical.
Le texte dit « de L'Anonyme de Londres » précise : « Érasistrate ne pense pas qu’une distribution se produise à partir des artères, car il n’y a pas, par nature, de sang en elles, – c’est-à-dire de nourriture –, mais bien du souffle. »
Et ailleurs : « Érasistrate alla bien loin de la règle en effet, il supposa que les corps premiers étaient perçus par la raison, de sorte que la veine perçue par les sens est composée de corps perceptibles par la raison : veine, artère, nerf. »
Cette théorie semble postuler l'intime mélange, et l'interdépendance du corps et de l'esprit dans l'organisation et l'activité du corps humain. Plus largement, Érasistrate a mis au point une méthode de compréhension de la matière médicale : l'anatomophysiologie, démarche pré-scientifique de compréhension « du moteur » du fonctionnement des corps humains.
- le « théoriquement observable », c’est-à-dire ce qui n’est pas visible mais dont il faut nécessairement postuler l’existence pour expliquer un système que l’on voit fonctionner ;
- la comparaison récurrente d’un système anatomique avec des observations et/ou des expérimentations mécaniques. À cette fin à  Alexandrie, il fit de nombreuses expériences mécaniques sur le monde animal; telles l'estimation, et la comparaison des poids des corps avant et après ingestion nutritive[14]

À cette caractéristique est attaché le concept célèbre de la triplokia : veines, artères et nerfs sont enchevêtrés de manière invisible ;
- un autre concept célèbre qui, s’il n’est pas encore clair chez Érasistrate, deviendra par la suite le principe de l’horror vacui (« la nature a horreur du vide ») pour expliquer le moteur de la dynamique du corps.

Ainsi, l’introduction par ce médecin praticien en anatomie du concept de structures théoriquement observables, et en physiologie de l’adoption du principe de l’horreur du vide lui a permis de construire un système anatomophysiologique et une pathologie cohérents pour son époque.

## Recommandations en pratique médicale
Érasistrate déplore souvent le peu d'attention portée par ses confrères aux règles élémentaires d'hygiène permettant de prévenir bien des maladies ou d'en atténuer les effets. Diététicien et hygiéniste, il traite par le jeûne modéré les troubles causés par la pléthore, qu'il rend responsable d'ennuis digestifs et de certains cas d'hémoptysie, d'hémorragie, d'angine et d'hémorroïdes.
Bien qu'il conseille une légère diète et une gymnastique élémentaire, il est un adversaire acharné de la saignée, et Galien l'en raille en intitulant l'un de ses ouvrages : De la saignée contre Érasistrate (De venoe sectione adversus Erasistratum). S'intéressant aux médicaments et poisons (il a publié un ouvrage sur cette question), il préconise un régime lacté contre les venins, et a composé diverses recettes de collyres et d'élixirs pour soigner les maux. Il préconise aussi des pommades à base de végétaux.

## Anecdote biographique

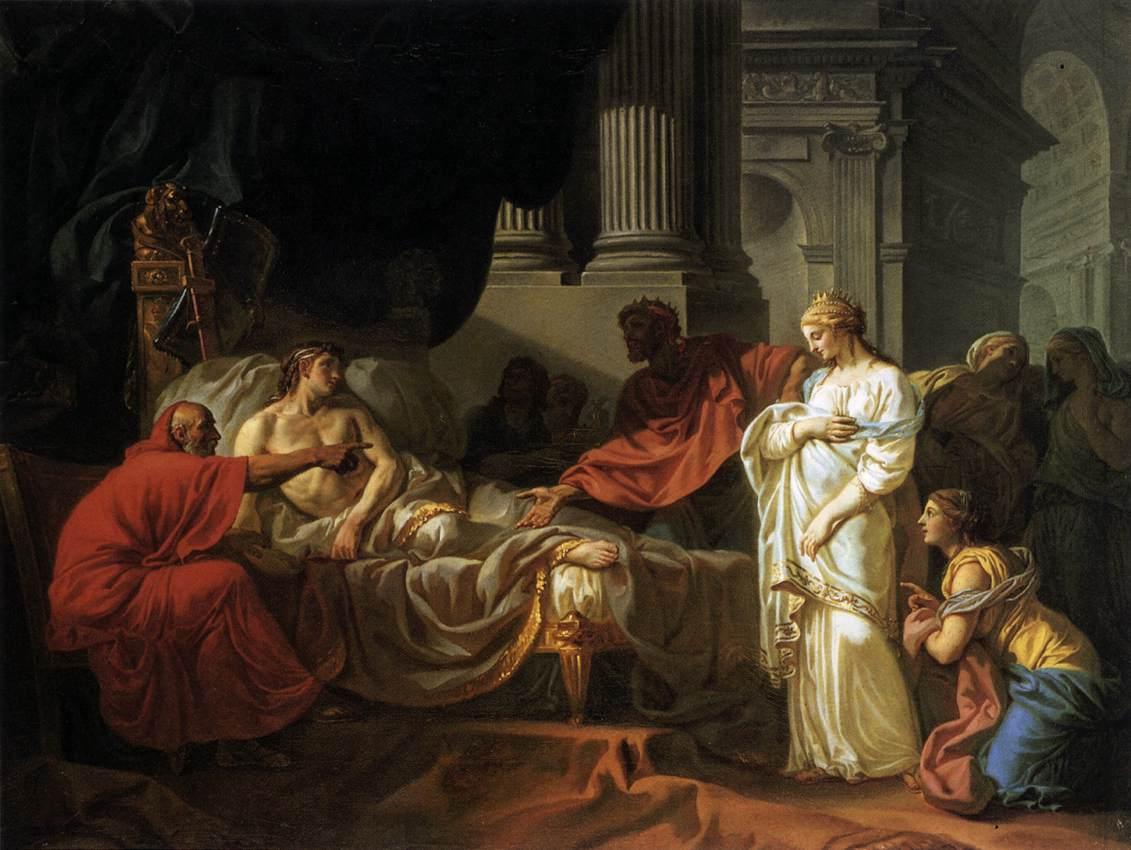
Érasistrate découvrant la cause de la maladie d'Antiochus, par David (1774).

La vie d'Érasistrate est peu connue. La plupart de ses écrits nous sont connus par les commentaires qu'en ont faits ses successeurs (notamment Galien qui fut son plus célèbre critique). On raconte qu'il a été appelé au chevet d'Antiochos, gravement malade, par le père de ce dernier, le roi séleucide Séleucos Ier. Après avoir observé que le pouls du malade s'accélère et que son visage rougissait lorsque sa belle-mère Stratonice, l'épouse du roi, entre dans la pièce, il aurait déduit que le malade souffre en fait d'un amour impossible. Cela en fait donc pour certains un pionnier de la psychothérapie. Quoi qu'il en soit, Séleucos s'en sépare et laisse Antiochos l'épouser, probablement pour des raisons politiques.
Cette scène a inspiré de nombreux peintres parmi lesquels  David, sur une toile de 1774 qui lui valut le prix de Rome.

## Écrits
Les onze ouvrages écrits par Érasistrate ont quasiment disparu. Il n'en subsiste que des fragments, surtout préservés par Galien :
- Du souffle ;
- Des médicaments et des poisons ;
- Traité d'anatomie (en plusieurs livres ? )[16] ;
- Des paralysies[17] ;
- Des fièvres[18] ;
- Du régime ;
- Les fièvres.